# Caução
Caução (do latim cautio, ação de se acautelar, precaução) é a cautela que alguém tem ou toma como garantia de indenização de algum dano possível ou devido à possível falta do cumprimento de alguma obrigação. O termo é usado, genericamente, para indicar as várias formas de garantias usadas para a concretização de um ato, quer negociado entre as partes, quer por exigência judicial ou mesmo de cunho legal.
Inobstante o significado de acautelamento, nem sempre consistirá numa medida cautelar propriamente dita. Isso porque poderá a caução destinar-se à satisfação da própria pretensão direito material almejada.
Será medida cautelar quando destinada a assegurar a utilidade prática de um direito que será buscado mediante ajuizamento de uma ação principal (quando prestada em substituição a outra medida cautelar ou como contracautela).

## Tipos de caução
A caução pode ser: real, se for prestada sob uma das formas de garantia real, como hipoteca, penhor etc.; ou fidejussória, se a garantia dada for pessoal, mediante fiança de terceiro (ou seja, uma pessoa alheia à relação processual garante por outra, partícipe da relação processual, que vai cumprir a obrigação).
Na caução real, como a hipoteca (imóveis) ou o penhor (móveis), a coisa dada em caução passa a ser a garantia do cumprimento da obrigação.
Na caução fidejussória, o devedor passa a ser o responsável pelo cumprimento da obrigação, ou seja, quem prestou fiança.
Quando a lei não determinar a espécie de caução, esta poderá ser prestada em dinheiro, papéis de crédito, títulos da União ou Estados, pedras e metais preciosos, hipoteca, penhor e fiança.
Poderá ser prestada pelo interessado ou por terceiro.

## Aspectos processuais
Aquele que for obrigado a caucionar requererá a citação da pessoa em favor de quem tiver de ser prestada, indicando na petição inicial o valor a caucionar, o modo pelo qual será prestada, a estimativa dos bens e a prova de suficiência da caução ou da idoneidade do fiador.
Aquele em cujo favor será prestada a caução requererá a citação do obrigado, para que este a preste sob pena de incorrer na sanção que a lei ou contrato imputar.
O requerido após a citação terá prazo de 5 dias para contestar o pedido, caso não conteste ou se a caução for aceita, ou se matéria somente de direito, ou sendo de direito e de fato, não houver necessidade de produção de outras provas, o juiz proferirá a sentença. Havendo necessidade de produção de outras provas, o juiz designará data para realização da audiência de instrução processual e julgamento, ocasião em que proferirá sentença.
Julgado procedente o pedido o juiz determinará a caução e assinará para para prestá-la.